# Haa Dhaalu
Thiladhunmathi Dhekunuburi (Süd-Thiladhunmathi-Atoll), mit der Thaana-Kurzbezeichnung ހދ (Haa Dhaalu bzw. Haa Dhaal), ist ein Verwaltungsatoll (Distrikt) im Norden der Malediven.
Es umfasst, abgesehen von den 16 nördlichsten Inseln, den gesamten nördlichen Teil des Thiladhunmathi-Miladummadulhu-Atolls sowie das westlich gelegene Maamakunudhoo-Atoll. Die Einwohnerzahl beträgt etwa 16.200 (Stand 2006).
16 Inseln sind bewohnt, neben dem Verwaltungshauptort auf der Insel Kulhudhuffushi im Thiladhunmathi-Atoll (6998 Einwohner) sind dies Faridhoo, Finay, Hanimaadhoo, Hirimaradhoo, Kuburudhoo, Kumundhoo, Kuribi, Maavaidhoo, Makunudhoo, Naivaadhoo, Nellaidhoo, Neykurendhoo, Nolhivaramu, Nolhivaranfaru und Vaikaradhoo. Insgesamt umfasst der Distrikt 33 Inseln.
Im Norden schließt sich die Provinz Haa Alif an, zu der der nördlichste Teil des Thiladhunmathi-Miladummadulhu-Atolls zählt. Im Süden grenzt Haa Dhaalu an die Provinz Shaviyani.